# The Nashville Teens
The Nashville Teens war eine englische Gesangsgruppe, die 1962 in Weybridge, Surrey, England, gegründet wurde.

## Hintergrund
Den Namen gaben sich die Musiker aus Begeisterung für die amerikanische Country-Musik – deren Hochburg Nashville (Tennessee) ist.
1963 waren die Nashville Teens etliche Monate Begleitband von „Killer“ Jerry Lee Lewis bei seinen Auftritten im legendären Hamburger Star Club. Danach fuhren sie wieder nach England zurück und gingen zunächst mit Bo Diddley auf Tournee und anschließend mit einer Band namens The Minutemen. Das sollte sich auszahlen, denn ein Mitglied der Minutemen, Mickie Most, wurde 1964 Produzent und nahm die Nashville Teens unter seine Fittiche. 
Most produzierte mit ihnen eine Version von John D. Loudermilks Tobacco Road, die sowohl in England als auch Amerika ein Hit wurde. 
Die Nashville Teens wurden zu einer gefragten Band für Film und Fernsehen. In dem Film Pop Gear spielten sie zusammen mit den Honeycombs, The Rockin’ Berries, The Animals, Herman’s Hermits, Peter & Gordon, The Remo Four, The Spencer Davis Group und den Beatles. Gonk Go Beat hieß ein zweiter Film.
In England waren die Nashville Teens bis 1966 in den Charts zu finden, auch wenn Songs wie The Little Bird (1965) oder The Hard Way (1966) keine hohen Notierungen mehr erreichten. Die Gruppe, die noch bis Mitte der 70er Jahre existierte, war einem ständigen Mitgliederwechsel unterworfen. Die berühmtesten Mitglieder waren Barry Jenkins, der 1966 zu den Animals ging, und John Hawken, der sich Mitte der 1970er Jahre Renaissance anschloss. Die restliche Band arbeitete teilweise noch als Begleitband von Musikern wie Chuck Berry oder Carl Perkins.
John Allen produzierte später u. a. Bon Jovi.

## Mitglieder (Originalbesetzung)
- Art(hur) Sharp, Gesang
- Ray(mond) Phillips, Gesang und Mundharmonika
- Pete(r) Shannon, Gitarre
- John Allen, Gitarre
- John Hawken, Keyboard
- Barry Jenkins, Schlagzeug

## Diskografie
Singles

| Jahr | Titel Album           | Höchstplatzierung, Gesamtwochen, AuszeichnungChartplatzierungen (Jahr, Titel, Album, Platzierungen, Wochen, Auszeichnungen, Anmerkungen) | Höchstplatzierung, Gesamtwochen, AuszeichnungChartplatzierungen (Jahr, Titel, Album, Platzierungen, Wochen, Auszeichnungen, Anmerkungen) | Anmerkungen |
| Jahr | Titel Album           | UK | US | Anmerkungen |
| ---- | --------------------- | --- | --- | ----------- |
| 1964 | Tobacco Road          | UK6 (13 Wo.)UK | US14 (11 Wo.)US |             |
| 1964 | Google Eye            | UK10 (10 Wo.)UK | — |             |
| 1965 | Find My Way Back Home | UK34 (6 Wo.)UK | US98 (2 Wo.)US |             |
| 1965 | This Little Bird      | UK38 (4 Wo.)UK | — |             |
| 1966 | The Hard Way          | UK45 (3 Wo.)UK | — |             |